# Ivan Maraš
Ivan Maraš (in montenegrino Иван Мараш; Titograd, 20 aprile 1986) è un cestista montenegrino.

## Palmarès
- Campionato montenegrino: 3

Budućnost: 2006-07, 2007-08, 2008-09
- Coppa del Montenegro: 4

Budućnost: 2007, 2008, 2009, 2010